# 花王仙女
《花王仙女》（：／），為韓國MBC於2004年6月至2005年2月播出的日日連續劇。本劇由林成漢編劇，金惠仙、李多海與金成澤主演，講述被一般家庭收養的巫女私生女在天性暴露後，於家庭、社會與愛情上所面臨的種種考驗。

## 出演角色

### 尹家
- 李多海 飾演 尹初媛／文初媛

24歲，文學系大學生，有著仙女（巫女）的體質，容樺與熙康的親生女兒，在鶴與詩艾的養女。
- 李瑩河（朝鲜语：이영하） 飾演 尹在鶴

52歲，初媛的養父，綠色室內設計研究所公務部長。
- 韓惠淑 飾演 張詩艾

50歲，初媛的養母，世美韓服研究所室長，父親為熙康的恩師。
- 朴素賢 飾演 張詩夢

35歲，詩艾的妹妹，綠色室內設計研究所設計師，大齡未嫁。
- 史美子（朝鲜语：사미자） 飾演 韓美女

75歲，詩艾與詩夢的母親，盧女士的朋友。
- 洪成赫 飾演 尹泰元

在鶴與詩艾的兒子，初媛的弟弟。

### 金家
- 金成澤 飾演 金武彬

30歲，電腦維修工程師，與初媛互生情愫。
- 金柄基 飾演 金成均

武彬的父親，高級公務員，國務總理。
- 金惠玉 飾演 毛如珠

武彬的母親。
- 鄭柔美 飾演 金惠彬

武彬的妹妹。

### 潘家
- 李周炫 飾演 潘政秀

32歲，大學政治學專任教授，初媛的未婚夫，後與美瑩結婚。
- 南一祐 飾演 潘永翔

60歲，政秀的父親，青南韓醫院院長。
- 金容琳 飾演 周幸子女士

53歲，政秀的母親，世美韓服研究所所長。

### 文家
- 朴潭熙 飾演 文美瑩

26歲，Shining Hill飯店行銷組擔當，熙康與曉貞的養女。
- 韓振熙 飾演 文熙康[註 1]

54歲，曉貞的丈夫，Shining Hill飯店會長。
- 鄭愛利 飾演 元曉貞

53歲，熙康的妻子，全職主婦。
- 鄭惠先 飾演 盧芳琳女士（第110集退場）

75歲，熙康的母親，美瑩的奶奶，韓女士的朋友。

### 太極仙女家
- 金惠仙 飾演 傅容樺

46歲，巫術人，神準的花仙女，初媛的生母。
- 李漢偉 飾演 傅容晉

37歲，容樺的弟弟，曆術家，與詩夢相戀。
- 李正燮（朝鲜语：이정섭） 飾演 申法祀（中途退場）

68歲，容樺的夥伴。
- 徐權順（朝鲜语：서권순） 飾演 朴菩薩（中途退場）

56歲，容樺的夥伴。

### 其他人物
- 金佳嬿 飾演 韓玉珍

20多歲，世美韓服研究所代理。
- 殷世賢 飾演 李東河

28歲，攝影作家，美瑩的男友。
- 朴亨才（朝鲜语：박준혁 (배우)） 飾演 朴亨友[註 2]

32歲，綠色室內設計研究所勤務。
- 申恩廷 飾演 姜俊英

律師，武彬的前輩，單戀武彬。
- 洪如真 飾演 東河的母親

## 更換編劇
林成漢作家表示在編劇《人魚小姐》後，便接續創作本劇，使她體力透支，因此要求電視台在第101集提早終映，並斷絕一切聯繫。在面臨停播的危機之下，電視台緊急安排新人編劇金娜賢作家執筆，自第99集起潤色林成漢作家的腳本，並在第102集起正式接任劇本的創作。

## 記事
- 林成漢作家與金成澤、朴潭熙、史美子（朝鲜语：사미자）、韓惠淑、金容琳、金柄基、徐權順（朝鲜语：서권순）與金惠玉等人是繼《人魚小姐》後再度於MBC日日連續劇合作。
- 史美子是繼《看了又看（朝鲜语：보고 또 보고）》和《人魚小姐》後第三度演出林成漢作家的作品。
- 李周炫與鄭惠先繼《白痴王子（朝鲜语：온달 왕자들）》後，再度演出林成漢作家編劇的日日劇。
- 李多海與朴亨才（朝鲜语：박준혁 (배우)）是繼年初播映的《新娘18歲》後再次合作。
- 南一祐與金容琳夫婦在戲裡戲外皆是夫妻，前者曾出演過林成漢作家執筆的《MBC Best劇場（朝鲜语：MBC 베스트극장）－暗自流下眼淚（朝鲜语：남몰래 흐르는 눈물）》。

## 獲獎
| 大獎                     | 獎項            | 得獎者 |
| ------------------------ | --------------- | ------ |
| 2004 MBC演技大賞         | 最佳女新人賞    | 李多海 |
| 2004 MBC演技大賞         | 男子 優秀男演員 | 金成澤 |
| 2005 第41屆 百想藝術大賞 | 最佳女新人賞    | 李多海 |

## 外部連結
- MBC《花王仙女》官方網站 （页面存档备份，存于）
- 八大電視《花仙女》官方網站（繁體中文）

| 韓國 MBC 日日連續劇                    | 韓國 MBC 日日連續劇                    | 韓國 MBC 日日連續劇 |
| -------------------------------------- | -------------------------------------- | ------------------- |
|                                        | 花王仙女 （2004.06.07 - 2005.02.11）   |                     |
| 可愛的女人 （2003.11.10 - 2004.06.04） | 加油！金順 （2005.02.14 - 2005.09.30） |                     |

| 台灣 八大第一台 週一至五20:00-22:00    | 台灣 八大第一台 週一至五20:00-22:00    | 台灣 八大第一台 週一至五20:00-22:00 |
| -------------------------------------- | -------------------------------------- | ----------------------------------- |
|                                        | 花仙女 （2007.05.31 - 2007.09.03）     |                                     |
| 女王的條件 （2007.03.26 - 2007.05.30） | 加油！菊花 （2007.09.04 - 2007.12.03） |                                     |